# The Nurturer
The Nurturer ist ein Jazzalbum von Geri Allen. Die am 5. und 6. Januar 1990 im Sound On Sound Recording Studio, New York City, entstandenen Aufnahmen erschienen 1991 auf Blue Note Records, in Japan auf Somethin’Else.

## Hintergrund
Im Jahr 1989 hatte die Pianistin Geri Allen sowohl im Trio mit Charlie Haden und Paul Motian gearbeitet (In the Year of the Dragon und Segments), ihr eigenes Album Twylight eingespielt und vorgestellt als auch bei zahlreichen Aufnahmesessions bei Musikern wie Ralph Peterson (Volition), Cecil Brooks III (The Collective), Gary Thomas’ Seventh Quadrant (By Any Means Necessary), Jay Hoggard (Overview), Lonnie Plaxico (Plaxico) und Dewey Redman (Living on the Edge) mitgewirkt. Anfang 1990 nahm sie dann in Sextettbesetzung ihr Album The Nurturer auf. Dazu gehörten neben ihrem Lehrer und Mentor Marcus Belgrave, Kenny Garrett, Robert Hurst und Jeff „Tain“ Watts. Bei „Night of Power [For My Daughter Laila]“ setzte Garrett aus; „The Goo Wop“ ist eine Trionummer.

## Titelliste
- Geri Allen: The Nurturer (Blue Note CDP7-95139-2)[2]

1. Night’s Shadow (Eli Fountain) – 8:26
2. No. 3 (Lawrence Williams) – 8:17
3. It’s Good to Be Home Again (Williams) – 4:32
4. Batista’s Groove (Marcus Belgrave) – 5:24
5. Night of Power (For My Daughter Laila) – 2:19
6. Our Gang (Robert Hurst) – 5:38
7. Silence and Song/The Nurturer – 9:51
8. Le Goo Wop – 1:48
9. Lullaby of Isfahn (Kenny Garrett) – 6:41

Sofern nicht anders angegeben, stammen alle Kompositionen von Geri Allen.

## Rezeption
Richard Cook und Brian Morton verliehen dem Album dreieinhalb Sterne und schrieben 2003 in der zweiten Auflage des Penguin Guide to Jazz, mit The Nurturer entwickelte Geri Allen ihr Interesse an der Strukturierung der Form und der Resonanz der Komposition. Die Arrangements seien wasserdicht und sehr ehrgeizig, sie legten den Schwerpunkt auf die Spieler. Die Produktion klinge sauber und voll, mit keinem Verlust an Auflösung bei höheren Lautstärken.
Scott Yanow zeichnete das Album in Allmusic mit viereinhalb Sternen aus und lobte, es sei ein gutes Beispiel für Geri Allens zukunftsweisende Musik gewesen, die an der Tradition festhalte, ohne nur die Vergangenheit neu zu erschaffen. Jeder der Musiker sei hier in guter Form und auch die Belgrave-Garrett-Kombination funktioniere ganz gut.